# Parotis vertumnalis
Parotis vertumnalis là một loài bướm đêm trong họ Crambidae.